# Fjällmossens naturreservat (del i Södermanlands län)
Fjällmossens naturreservat är uppdelad utefter länsgränsen, där denna del är ett naturreservat i Nyköpings kommun i Södermanlands län. Delen i Östergötland beskrivs i artikeln Fjällmossens naturreservat (del i Östergötlands län) och helheten beskrivs i artikeln Fjällmossens naturreservat
denna del är naturskyddat sedan 1999 och är 304 hektar stort. 